# Greenhorns
Greenhorns (za normalizace Zelenáči) je česká kapela hrající country. Vycházela z bluegrassových a country základů, ve své době se tomuto stylu říkalo country and western. Vznik kapely se datuje do roku 1965, po smrti frontmana Honzy Vyčítala kapela přerušila činnost. Svými nahrávkami ovlivnili už několik generací country a bluegrassových hráčů.
V základní sestavě byli Jan Vyčítal, Josef Šimek, Marko Čermák, Petr Bryndač a Jiří Fallada. 
V roce 1967 natáčejí u Supraphonu svůj první singl. V roce 1969 přichází zpěvák Michal Tučný a v roce 1970 ze skupiny White Stars Tomáš Linka (foukací harmonika, bicí) a Miroslav Hoffmann (zpěv, kytara). V 70. letech kapela začíná inklinovat více ke zvuku country, což bylo dáno již dříve použitím pedálové steelkytary, na kterou hrál Josef Dobeš. V roce 1972 je kapela přinucena režimem změnit název na počeštěný „Zelenáči“. V 70. letech též začínají, stejně jako u jiných kapel, politické přehrávky a pohovory.  V roce 1978 se kapela dostala k nahrávání hudby pro film Balada pro banditu. Po roce 1989 se Greenhorns rozdělili na Greenhorns (Honzy Vyčítala) a Nové Zelenáče Mirka Hoffmanna.
Téměř veškeré písničky z dřevních dob skupiny Greenhorns z počátku 70. let 20. století postupně zlidověly.

## Historie

### Normalizační období (1974–1989)
Třenice a spory, zjm. ohledně repertoáru a obsazení jednotlivých zpěváků, které v kapele probíhaly po delší dobu, vyvrcholily na přelomu jara a léta odchodem spíkra Petra Novotného, Michala Tučného, Tomáše Linky, Josefa Dobeše a některých zákulisních činitelů. Na jejich místo nastoupili kytarista Vít Tučný – starší bratr Michala Tučného, který již předtím hostoval coby sólový kytarista na deskách Greenhorns –, zpěvák a kytarista Pavel Král a bubeník Jaroslav Hnyk. Z původní sestavy zůstali Jan Vyčítal, Josef Šimek, Marko Čermák, Vladimír Štýbr, Petr Bryndač a Mirek Hoffmann.
Záhy po odchodu části kapely přišla další rána – částečný zákaz činnosti pro neoficiální hlavu celé skupiny – Honzu Vyčítala. Jeho jméno se nesmělo objevovat v televizi, nesměl psát texty – ty proto byly psány na jméno Josefa Šimka či Mirka Hoffmanna. Ze zákazu se Vyčítal vymanil v roce 1978, kdy také kapela natáčela hudbu k filmovému muzikálu Balada pro banditu.

### Po roce 1989
V roce 1990 odešla část kapely, čímž vznikli Noví Zelenáči Mirka Hoffmanna. Další vlna odchodů přišla v roce 1995, kdy skupinu opustili Tomáš Linka, Vladimír Štýbr a Aleš Maudr; následně došlo k výraznému omlazení a modernizaci skupiny (z Daňového úniku přišel kytarista a zpěvák Petr Kocman, od Taxmenů baskytarista Milan Černý, dále také banjista Ilja Herain, který ve skupině hostoval od roku 1992). V letech 1999–2000 byla kapela nejhranější skupinou Country radia.

## Hudební působení

### Desky

#### Řidič tvrdý chleba má (1979)
LP Řidič tvrdý chleba má je studiové album z roku 1979 nahrané ve studiu Čs. rozhlasu v Ústí nad Labem. Vyšlo v několika dotiscích coby LP či na kazetě. Grafické zpracování obálky realizoval Jan Vyčítal, který se po čtyřletém zákazu opět významněji uplatnil textařsky i pěvecky – z 13 písní na desce obsažených jich otextoval osm a dvě nazpíval. Přednes písní je rozložen mezi značnou část členů kapely – Pavel Král (4), Mirek Hoffmann (2, z toho jedna v duetu s Jaroslavou Hadrabovou-Kavkovou), Marko Čermák (1), Vít Tučný (1), Petr Bryndač (1). Straně B vévodí instrumentálka Dělová koule, již za doprovodu kapely na foukací harmoniku hraje Milda Totter.
Oproti předchozím deskám přibylo původních skladeb (s hudbou např. Mirka Hoffmanna, Petra Bryndače, Marko Čermáka či Pavla Skalického). Již předchozí deskou Silnice, řeky, tratě a stezky se Zelenáči tematicky částečně přeorientovali na písně o autech, řidičích, silnicích atd., z kteréhož trendu neustoupili ani v této desce – již titulní píseň Řidič tvrdý chleba má (orig. There Ain't No Easy Run) s textem a zpěvem Honzy Vyčítala je parodií na Bukovičovu píseň o těžkostech řidičů Řidič má tvrdý chléb v podání Ladislava Vodičky a Vodomilů z roku 1973. Z dalších písní o automobilismu lze jmenovat Blues prázdného motelu v podání Pavla Krále s textem Jana Vyčítala (orig. Spokane Motel Blues, hudba Tom T. Hall) či Vyčítalův Cadillac (orig. One Piece At A Time, hudba Wayne Kemp). 

#### Greenhorns 2000 aneb Plav vocud ty grázle (1999)
CD Greenhorns 2000 aneb Plav vocud ty grázle je studiové album vydané v roce 1999. Obsahuje celkem 17 skladeb, mnohdy irských či amerických tradicionálů. Greenhorns k nahrávání kompaktu přizvali i několik hostů, k čemuž předtím docházelo zcela výjimečně. Písně Havárie staré sedmadevadesátky a Erie canal zpívá Pavel Bobek, interpretace písně Tam za mořem piva (orig. Big Rock Mountain s českým textem Voskovce a Wericha) se zhostil Jiří Suchý, Pavlína Jíšová a Věra Martinová pak zpívají Co dát své lásce. O zbylých třináct písní se podělili členové kapely Honza Vyčítal, Petr Kocman a František Donáth. Několik zahrnutých skladeb hráli Greenhorns už v hlubší minulosti, ale v jiné úpravě či s jinými texty – např. Štěrk a sůl s pepřem (orig. Rock, Salt and Nails) zpívával Mirek Hoffmann s textem Marko Čermáka pod názvem Zátoka. K přetextování došlo mj. z důvodu, že v období po roce 1968 by některé drsnější texty neprošly cenzurou, tvůrčí svoboda po roce 1989 je umožnila přblížit blíže originálu. Album bylo pokřtěno 9. prosince 1999 v klubu CI 5 na Smíchově.

#### Dalas! (2003)
Dalas! je studiové album Honzy Vyčítala a Greenhorns vydané v roce 2003. Obsahuje 14 skladeb a tři bonusy s celkovou stopáží 54 minut. Pěvecky se na desce uplatňují zjm. Jan Vyčítal a Petr Kocman, jejichž písně se v albu střídají, některé písně (Skoro úplně, ne však dost či bonus Vidět svět ze střech mrakodrapů) jsou pak duety obou zpěváků. Pod vlivem Petra Kocmana deska inklinuje ke svižnější moderní country, přičiněním Jana Vyčítala zase k tradičnímu jazzu – k nahrávání proto byla přizvána dechová část kapely Golem. Textařsky se uplatnil nejen frontman Greenhorns Jan Vyčítal, ale ve dvou skladbách (titulní Dalas! a původně Bilkova instrumentálka Chlap na pobřeží) i jazzman Jan Křtitel Novák, který vystupoval se svou dixielandovou kapelou na Karlově mostě. V bonusové skladbě Ameriko, tvé hvězdy svítí dál, která reaguje na tragické události 11. září 2001, jíž byli Greenhorns svědky, hostují také Karel Zich, Wabi Daněk, Robert Křesťan a Spirituál kvintet. Deska byla pokřtěna 27. června 2003 spolu s Vyčítalovým DVD Honem, než to zapomenu a knihou Co mě nezabije, to mě přizabije.

### Zahraniční turné
V průběhu 80. let trávila kapela v upravené sestavě léto na Karl May Festspiele ve westernovém městečku v Elspe, kde si dle zpěváka Miroslava Nováka vydobyla velmi dobré jméno. Např. v roce 1984 otevírala celý festival, k jehož hlavním hvězdám patřil představitel Vinnetoua Pierre Brice, společným vystoupením se slavným americkým zpěvákem Davem Dudleyem a západoněmeckou countryovou kapelou Truck Stop.
V roce 1993 absolvovala kapela turné po Austrálii, jehož organizátorem byl Ivan Zachar, bývalý hráč skupiny Strings of Tennessee. Austrálii navštívili (po odchodu Tomáše Linky, Aleše Maudra a Vladimíra Štýbra) znovu během podzimu 1995, aby nasbírali hudební materiál pro novou desku.

## Členové skupiny
Stávající
- Milan Černý – kontrabas od roku 1996
- Václav Šváb – bicí od roku 1999
- Jiří Eda Panschab – banjo, akustická kytara, zpěv od roku 2002
- Míra Matoušek – housle, zpěv od roku 2015
- Marek Dráb – kytara, zpěv od roku 2019
- Radek Vaňkát – dobro od roku 2019

Bývalí
- Jan Vyčítal – zpěv, doprovodná kytara, texty od roku 1965 do roku 2020 (úmrtí)
- Josef Šimek – zpěv, kytara, mandolína, a dobro členem od roku 1965 do roku 1980, později u kapely hostoval
- Marko Čermák – zpěv, pětistrunné banjo a kytara, členem od roku 1965 do roku 1988
- Petr Bryndač – housle, členem od roku 1965 do roku 1967, v roce 1969, od roku 1973 do roku 1980
- Jiří Fallada – kontrabas a zpěv, členem od 1965 do roku 1967
- Karel Vágner – basa a zpěv, členem v roce 1967
- Václav Češka – housle, členem od roku 1967 do roku 1968
- Jan Jedlička – kontrabas, členem v roce 1968
- Michal Tučný – zpěv, členem od roku 1969 do roku 1974
- Vladimír Štýbr – kontrabas, členem od roku 1969 do roku 1995
- Josef Dobeš – steel kytara a dobro, členem od roku 1969 do roku 1974
- Mirek Hoffmann – zpěv, foukací harmonika, kytara, členem od roku 1970 do roku 1990
- Tomáš Linka – bicí, foukací harmonika, mandolína a zpěv, členem od roku 1970 do roku 1974 a od roku 1987 do roku 1995
- Vít Tučný – sólová akustická i elektrická kytara, zpěv členem od roku 1974 do roku 1986
- Pavel Král – zpěv, kytara a mandolína členem od roku 1974 do roku 1990
- Jaroslav Hnyk – bicí, členem od roku 1974 do roku 1990
- Zdeněk Krištof – dobro, členem od roku 1976 do roku 1990
- Miloslav Totter – foukací harmonika, členem od roku 1979 do roku 1980
- Aleš Maudr – kytara, zpěv, pětistrunné banjo, foukací harmonika a dudy, členem od roku 1980 do roku 1995
- František Kacafírek – housle, členem od roku 1981 do roku 1990
- František Donáth – bicí a zpěv, členem od roku 1990 do roku 1999
- Petr Kocman – kytara, elektrická kytara, zpěv a foukací harmonika, členem od roku 1995 do roku 2006
- Jan Hromas – Akustická baskytara, členem od roku 1995 do roku 1996
- Ilja Herain – banjo členem od roku 1995 do roku 2002
- Miroslav Roček – housle, mandolína a klávesy, členem od roku 1997 do roku 2002
- David Babka – pedálová steel kytara, členem od roku 2002 do roku 2006
- Jiří Zima – pedálová steelkytara, mandolína, dobro, kytara od roku 2006 do roku 2019
- Medard Konopík – akustická kytara, mandolína a zpěv, členem  od roku 2006 do roku 2019

## Vybraná diskografie
- Písně amerického Západu 1970 Panton
- Greenhorns LP (special) 1970 Panton
- Greenhorns '71 1971 Panton
- Zelenáči – Greenhorns '72 1972 Panton
- Hromskej den Zelenáčů (2LP) 1973 Panton
- Písně větru z hor 1974 Panton
- Silnice, řeky, tratě a stezky 1976 Panton
- Řidič tvrdý chleba má 1979 Panton
- Oheň z dříví eukalyptu 1982 Supraphon
- Pod liščí skálou 1983 Supraphon
- Mistr Čas 1986 Supraphon
- Zálesácká bowle 1988 Supraphon
- To tenkrát v čtyřicátom pátom 1991 Supraphon
- Greenhorns '93 1992 Venkow
- Country saloon 1992 Venkow
- Potkal klokan klokana 1994 Venkow
- Hlavou dolů 1997 Venkow
- Greenhorns 2000: Plav vocuď ty grázle 1999 Venkow
- Honza Vyčítal a Greenhorns – Dalas! 2003 Universal (Venkow)
- Těm, kteří tu už nejsou 2005 Multisonic
- Bůh mi seslal krásný ráno... 2009 Multisonic